# 대가야체험축제
대가야 체험축제는 경상북도 고령군에서 개최하는 전통 축전이다.